# Hanaho Yamamoto
Hanaho "Kaho" Yamamoto (japanska: 山本華歩), född 11 februari 1990 i Nagoya, är en japansk parkourutövare.

## Karriär
Yamamoto började med parkour i oktober 2008.
I oktober 2022 vid VM i Tokyo tog Yamamoto damernas första VM-silver i freestyle i den första upplagan av mästerskapet. Hon fick 25 poäng och besegrades endast av mexikanska Ella Bucio.